# Seleção Búlgara de Futebol de Areia
A Seleção Búlgara de Futebol de Areia representa a Bulgária nas competições internacionais de futebol de areia (ou beach soccer).